# Bignoniàcies
Les bignoniàcies (Bignoniaceae) són una família de plantes angiospermes de l'ordre de les lamials (Lamiales), dins del clade de les làmides, un subclade de les astèrides. Agrupa unes 800 espècies amb una distribució cosmopolita, però essencialment concentrades a les zones tropicals.
Són plantes llenyoses, predominantment lianes, però també poden ser arbustives i arbòries. Entre les bignoniàcies arbòries cal mencionar els ipés del Brasil (Tabebuia sp) i el majestuós arbre xicranda (Jacaranda sp), amb les seves abundants flors violetes.

## Descripció
Les bignoniàcies són arbres, arbusts i lianes amb fulles sempre oposades, pinnades o simples. Les flors són hermafrodites, zigomorfes, sempre grans i vistoses, i sovint de colors vius. Les inflorescències són en panícules o en raïms. Els fruits són en càpsula, amb formació, o sense, de síliqua o fruit indehiscent i bacciforme (amb aspecte de baia).

## Taxonomia
Aquesta família va ser descrita per primer cop l'any 1789 a l'obra Genera Plantarum del botànic francès Antoine-Laurent de Jussieu (1748 – 1836), sota el nom Bignoniae.

### Gèneres
Dins d'aquesta família es reconeixen els següents gèneres:
- Adenocalymma Mart. ex Meisn.
- Amphilophium Kunth
- Amphitecna Miers
- Anemopaegma Mart. ex Meisn.
- Argylia D.Don
- Astianthus D.Don
- Bignonia L.
- Callichlamys Miq.
- Campsidium Seem.
- Campsis Lour.
- Catalpa Scop.
- Catophractes D.Don
- Chilopsis D.Don
- Colea Bojer ex Meisn.
- Crescentia L.
- Cuspidaria DC.
- Cybistax Mart. ex Meisn.
- Delostoma D.Don
- Deplanchea Vieill.
- Dinklageodoxa Heine & Sandwith
- Dolichandra Cham.
- Dolichandrone (Fenzl) Seem.
- Eccremocarpus Ruiz & Pav.
- Ekmanianthe Urb.
- Fernandoa Welw. ex Seem.
- Fridericia Mart.
- Godmania Hemsl.
- Handroanthus Mattos
- Heterophragma DC.
- Hieris Steenis
- Incarvillea Juss.
- Jacaranda Juss.
- Kigelia DC.
- Lamiodendron Steenis
- Lundia DC.
- Manaosella J.C.Gomes
- Mansoa DC.
- Markhamia Seem. ex Baill.
- Martinella Baill.
- Mayodendron Kurz
- Millingtonia L.f.
- Neosepicaea Diels
- Newbouldia Seem. ex Bureau
- Nyctocalos Teijsm. & Binn.
- Oroxylum Vent.
- Pachyptera DC. ex Meisn.
- Pajanelia DC.
- Pandorea Spach
- Paratecoma Kuhlm.
- Parmentiera DC.
- Pauldopia Steenis
- Perianthomega Bureau ex Baill.
- Perichlaena Baill.
- Phyllarthron DC.
- Phylloctenium Baill.
- Pleonotoma Miers
- Podranea Sprague
- Pyrostegia C.Presl
- Radermachera Zoll. & Moritzi
- Rhigozum Burch.
- Rhodocolea Baill.
- Romeroa Dugand
- Roseodendron Miranda
- Santisukia Brummitt
- Sparattosperma Mart. ex Meisn.
- Spathodea P.Beauv.
- Spirotecoma (Baill.) Dalla Torre & Harms
- Stereospermum Cham.
- Stizophyllum Miers
- Tabebuia Gomes ex DC.
- Tanaecium Sw.
- Tecoma Juss.
- Tecomanthe Baill.
- Tecomaria Spach
- Tecomella Seem.
- Tourrettia Foug.
- Tynanthus Miers
- Xylophragma Sprague
- Zeyheria Mart.

## Utilitats
Les espècies d'aquesta família tenen diversos usos per la nostra societat a banda dels cultius. Diverses espècies van ser de gran importància per als pobles indígenes dels tròpics americans. Fridericia elegans, Tanaecium bilabiata i Tanaecium excitosum són verinosos per al bestiar i han causat pèrdues greus.